# Leopoldo Martínez Reguera
Leopoldo Martínez Reguera (Bujalance, 1841-Cádiz, 1917) fue un médico, escritor y académico español.

## Biografía
Nació el 15 de agosto de 1841 en la localidad cordobesa de Bujalance, según aparece mencionado en la obra Bibliografía hidrológico-médica española, escrita por el propio Leopoldo Martínez Reguera. Doctor en medicina, fue médicos de baños, subdelegado de Sanidad y miembro correspondiente de la Real Academia de Ciencias Exactas, de la de Medicina y de la Sevillana de Buenas Letras. En 1861 era redactor en Madrid de la revista La Minerva y posteriormente colaboró en otras muchas publicaciones, entre ellas El Bazar y El Siglo Médico. El número del 5 de mayo de 1917 del periódico madrileño La Acción se hacía eco de la muerte en Cádiz de Leopoldo Martínez Reguera.